# Guerra química

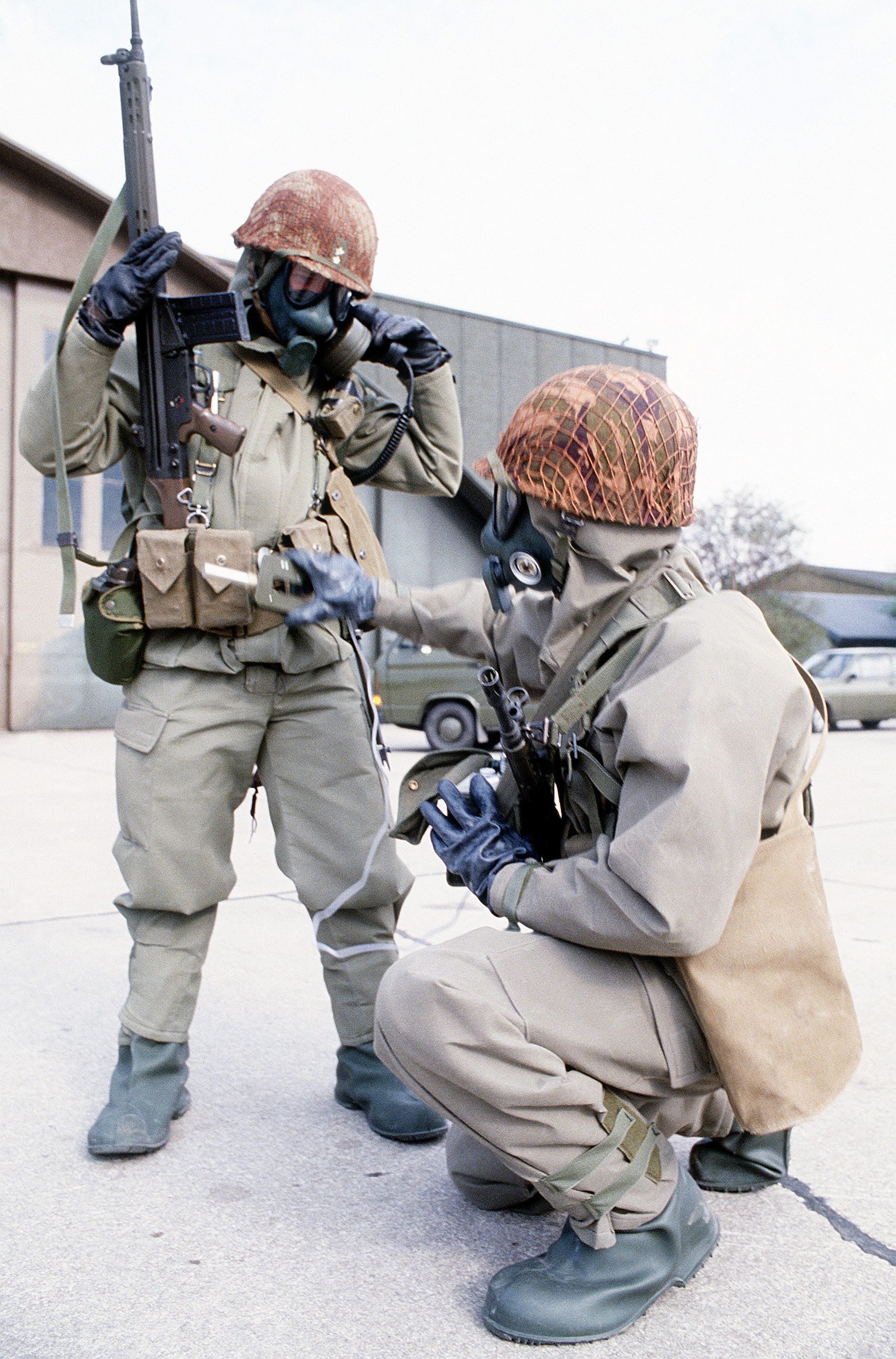
Soldats noruecs vestint equips per a la guerra NBQ. 1983

La guerra química és la guerra que usant les propietats tòxiques de substàncies químiques per matar, ferir o incapacitar a l'enemic.
La guerra química és diferent de l'ús d'armes convencionals o armes nuclears perquè els efectes destructius de les armes químiques no tenen cap força explosiva. L'ús ofensiu d'organismes vius o altres productes tòxics (com el carbunc o la toxina botulínica) no són considerats guerra química; sinó que és anomenat guerra biològica.
Les armes químiques són classificades com armes de destrucció massiva per les Nacions Unides, i la seva producció i emmagatzemament van ser fets il·legals per la convenció d'armes químiques de 1993.

## Tecnologia d'armes químiques
Malgrat la guerra química havia estat utilitzada en moltes parts del món durant centenars d'anys, la guerra química "moderna" va començar durant la Primera Guerra Mundial. Inicialment els mètodes de dispersió eren en la seva majoria ineficients, i solament eren utilitzats versions bé conegudes de gasos comercials, tals com els composts del clor i el fosgen.
Alemanya, el primer a ocupar químics en el camp de batalla, simplement va obrir llaunes amb clor en direcció al vent, fent que aquest s'encarregués de la disseminació. Poc temps després, l'artilleria francesa, va crear municions modificades per a contenir fosgen - un mètode molt efectiu, que es va convertir en el principal mètode de dispersió.
Vegeu també: Gas verinós en la Primera Guerra Mundial

## Història
| Línia de temps d'armes químiques |                                                    |                                              |                                                                         |                                             |
|                                  | Agents                                             | Disseminació                                 | Protecció                                                               | Detecció                                    |
| 1900s                            | Composts del clor Cloropicrina Fosgen Gas Mostassa | Dispersió pel vent                           |                                                                         | Olor                                        |
| 1910s                            | Lewisita                                           | Projectils químics                           | Màscara anti-gas Tela impregnada en oli de colofonia                    |                                             |
| 1920s                            |                                                    | Projectils amb disparador central            | Vestit CC-2                                                             |                                             |
| 1930s                            | Agent nerviós tipus G                              | Bombarders aeris                             |                                                                         | Detectors d'agents vesicants Paper tornasol |
| 1940s                            |                                                    | Caps de guerra de míssils Dipòsits d'aerosol | Crema protectora Protecció col·lectiva Màscara antigàs amb whetlerita   |                                             |
| 1950s                            |                                                    |                                              |                                                                         |                                             |
| 1960s                            | Agents nerviosos de tipus V                        | Dispersió aèria                              | Màscara antigàs amb subministrament aquós                               | Detector de gas nerviós                     |
| 1970s                            |                                                    |                                              |                                                                         |                                             |
| 1980s                            |                                                    | Municions binàries                           | Vestits i màscares antigàs millorats (per a protecció, ajust i confort) | Detecció làser                              |
| 1990s                            | Agents nerviosos del tipus Novichok                |                                              |                                                                         |                                             |